# 陣所の館

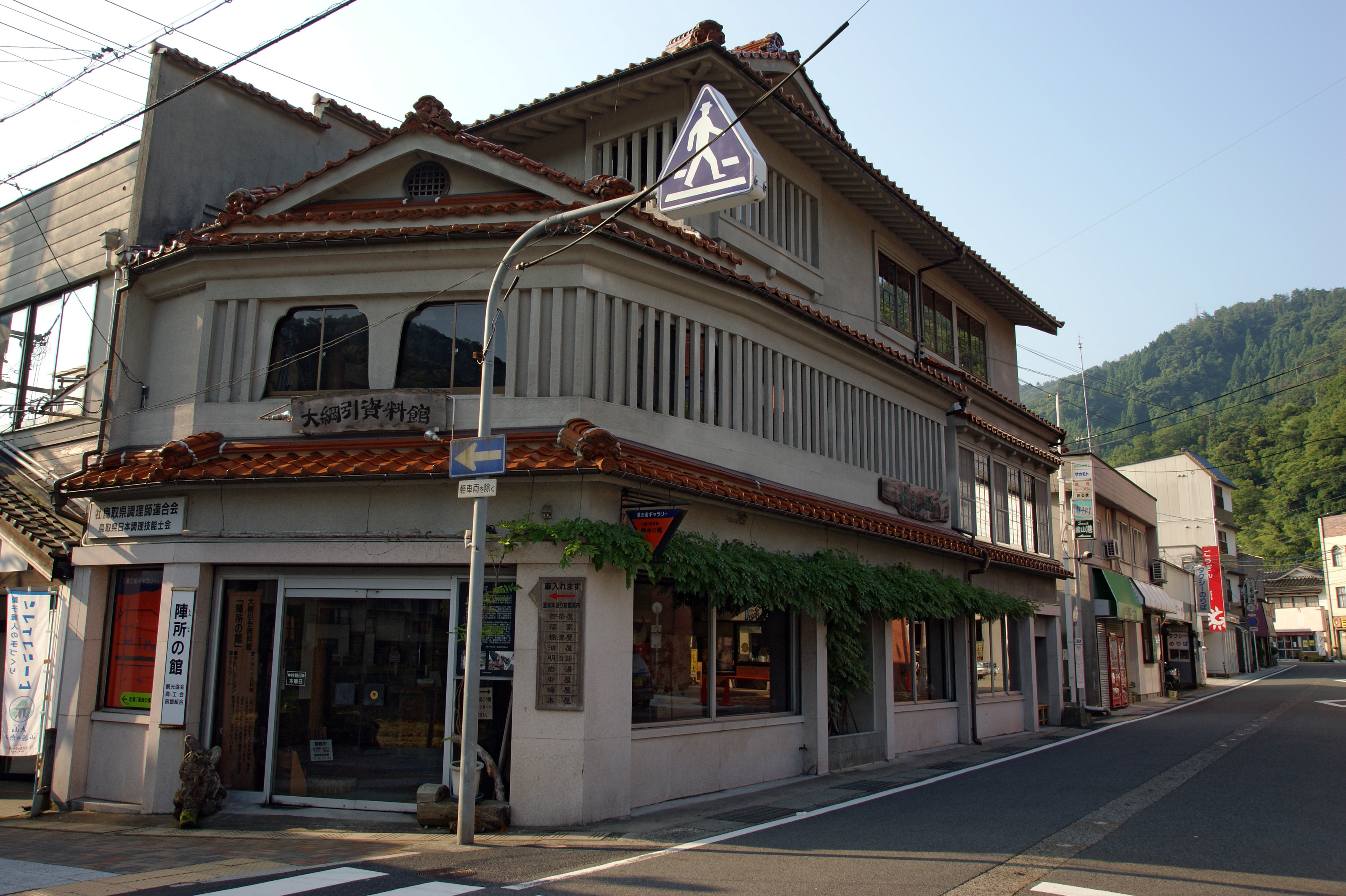
外観

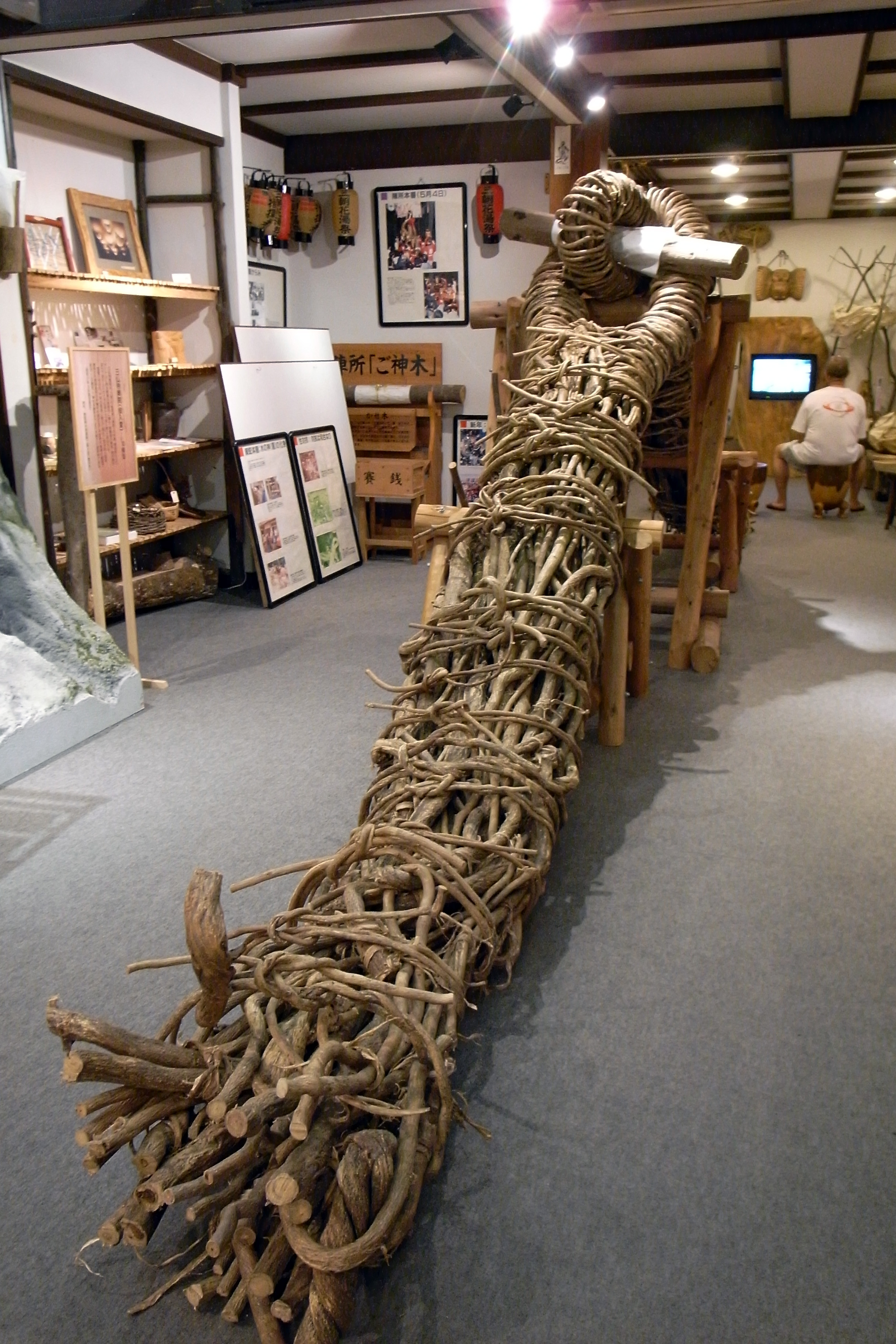
大綱

大綱引き資料館 陣所の館（おおつなひきしりょうかん じんしょのやかた）はかつて鳥取県東伯郡三朝町の三朝温泉街にあった博物館。重要無形文化財の「三朝のジンショ」の資料を展示していた。2021年4月1日から当面の間閉館している。

## 概要
三朝温泉で毎年5月に開催される「花湯祭り」の「陣所の綱引き」で使用する藤かづらで編んだ大綱を展示紹介するとともに、日本の伝統的大綱引きと世界の伝統的大綱引きを紹介する博物館である。

## 閉館
耐震基準を満たしておらず、工作物落下の危険性があることから、2021年4月1日から当面の間閉館している。ただし、閉館中もイベントの会場として利用されている。

## 陣所の綱引き
「東が勝てば豊作、西が勝てば商売繁盛」の一年になると伝わる綱引きで、地元民と観光客が一緒になって綱を引く。大変盛り上がる行事で、西日本のマスコミでしばしば取り上げられる。

## 利用情報
- 入館料 - 無料
- 開館時間 - 10:30～21:30
- 休館日 - 木曜日
- 所在地 - 〒682-0123 鳥取県東伯郡三朝町三朝

## 交通アクセス
- 山陰本線 倉吉駅から日ノ丸バス「三朝車庫」「三徳山」行きで25分、「三朝温泉観光商工センター前」下車徒歩1分